# Happy Song (Bring Me the Horizon)
Happy Song è un singolo del gruppo musicale britannico Bring Me the Horizon, il primo estratto dal loro quinto album in studio That's the Spirit, pubblicato il 13 luglio 2015 dalla Sony Music.

## Tracce
Testi di Oliver Sykes, musiche dei Bring Me the Horizon.
Download digitale
1. Happy Song – 3:59

Vinile 7"
Lato A
1. Happy Song – 3:56

Lato B
1. Happy Song (Instrumental) – 3:56

## Formazione
Bring Me the Horizon
- Oliver Sykes – voce
- Lee Malia − chitarra
- Matt Kean − basso
- Matthew Nicholls − batteria, percussioni
- Jordan Fish − tastiera, sintetizzatore, programmazione, cori

Altri musicisti
- Maddie Cutter − violoncello
- Will Harvey − violino
- Emma Fish − cori

## Classifiche
| Classifica (2015)             | Posizione massima |
| ----------------------------- | ----------------- |
| Australia                     | 68                |
| Regno Unito                   | 55                |
| Regno Unito (rock & metal)    | 1                 |
| Stati Uniti (rock)            | 46                |
| Stati Uniti (rock digital)    | 43                |
| Classifica (2016)             | Posizione massima |
| Stati Uniti (mainstream rock) | 9                 |
| Stati Uniti (rock airplay)    | 28                |

### Classifiche di fine anno
| Classifica (2015)  | Posizione |
| ------------------ | --------- |
| Stati Uniti (rock) | 90        |